# Stanisław Kutrzeba
Stanisław Marian Kutrzeba (15. listopadu 1876, Krakov – 7. ledna 1946, tamtéž) byl polský historik a politik, který byl od roku 1908 profesorem na Jagelonské univerzitě, a potom až dokonce svého života předsedou Studií polského práva. Byl vedoucím katedry práva (1913/1914, 1920/1921), univerzitním rektorem (1932/1933), generálním sekretářem Polské akademie věd (1926-1939) a jejím presidentem (1939-1940). Byl jedním z mnoha profesorů Jagelonské univerzity zatčených Němci během zvláštní akce Krakau v roce 1939. Poté, co byl roku 1940 propuštěn účastnil se podzemního vzdělávání. V roce 1945 byl poslancem Státní národní rady. Jeho práce v oblasti historii práva se zaměřovaly na historii polského práva od 14. do 18. věku a na historii Krakova.

## Život
Stanisław Kutrzeba strávil svoje mládí v Krakově, kde dokončil své vzdělání tím, že získal doktorát v právu na Jagelonské univerzitě v roce 1898; studoval také v cizině (v Paříži) a v roce 1902 se habilitoval. Jeho kariéra byla úzce spojena s univerzitou, kde získal svůj doktorát: stal se profesorem Jagelonské univerzity v roce 1908 a od té doby do konce svého života byl vedoucím Studií polského práva. Předsedou katedry práva (1913/1914, 1920/1921), zastával také místo univerzitního rektora (1932/1933).
Byl také aktivní v jiných organizacích, z nich nejprominentnější byla Polská akademie věd. Byl jejím generální sekretářem (1926-1939) a jejím presidentem (1939-1946). Jiné organizace ve kterých byl aktivní zahrnují: Varšavskou vědeckou společnost, Lvovskou vědeckou společnost, Poznaňskou společnost přátel umění a věd, Polskou historickou společnost a Krakovskou historickou a památkovou společnost. Byl členem zahraničních a mezinárodních organizací jako byla Maďarská akademie věd a francouzská Akademie společenských a politických věd.
V roce 1939 byl zatčen během čistky krakovských polských intelektuálů (Sonderaktion Krakau) německými nacionální socialisty. Až do února 1940 byl vězněn v koncentračním táboře Sachsenhausen. Po propuštění se připojil k Polskému podzemnímu státu. Stal se členem Výboru tří, který pomáhal perzekvovaným rodinám osob, které byly s univerzitou spojeny; byl také aktivní v podzemním vzdělávání.
V roce 1918 byl členem polské delegace na Pařížské mírové konferenci (1919-1920). V roce 1944 se účastnil rozmluv, které vedly k vytvoření Provizorní vlády národní jednoty. V roce 1945 se stal členem Státního národního shromáždění. Obdržel vyznamenání včetně Komandérského kříže a Komandérského kříže s hvězdou Řádu znovuzrozeného Polska (1930) a důstojnický kříž Legie cti.

## Dílo
Kutrzebovo dílo v oblasti historie se zaměřovalo na historii polského práva, historii Polska od 14. do 18. věku a historii Krakova. Publikoval přes 400 různých akademických prací. Také se zabýval publikováním Polského biografického slovníku. Jeho „Historia źródeł dawnego prawa polskiego“ (1925-1926) byla recenzována jeho bývalým studentem, dalším dobovým polským historikem práva a profesorem Jagelonské univerzity Adamem Vetulanim, jakožto „nejdůležitější podpůrná práce pro historii, vytvořená v meziválečné době.“